# Cesare De Sanctis
Cesare De Sanctis (* 15. Juni 1824 in Albano Laziale; † 27. Januar 1916 in Rom) war ein italienischer Komponist, Kirchenmusiker und Musikpädagoge.
De Sanctis studierte in Rom u. a. bei Giuseppe Baini. Er wurde Kapellmeister an Santa Maria sopra Minerva und San Giovanni dei Fiorentini und unterrichtete ab 1877 Kontrapunkt am Liceo Musicale. Daneben wirkte er als Theaterkapellmeister u. a. in Rom und Verona.
De Sanctis komponierte neben Messen und anderen kirchenmusikalischen Werken ein Requiem für König Karl Albert und eine Konzertouvertüre und verfasste einen Trattato d' armonia. 

## Quelle
- Requiem Survey - Cesare de Sanctis

| Personendaten    | Personendaten                                             |
| ---------------- | --------------------------------------------------------- |
| NAME             | De Sanctis, Cesare                                        |
| KURZBESCHREIBUNG | italienischer Komponist, Kirchenmusiker und Musikpädagoge |
| GEBURTSDATUM     | 15. Juni 1824                                             |
| GEBURTSORT       | Albano Laziale                                            |
| STERBEDATUM      | 27. Januar 1916                                           |
| STERBEORT        | Rom                                                       |